# Польська політична криза 1968
По́льська політи́чна кри́за 1968 року — політична криза в Польщі, яка була спровокована «закручуванням гайок» з боку 1-го секретаря ЦК ПОРП Владислава Гомулки, що втрачав владу, за підтримки правого крила ПОРП (прем'єр-міністр Юзеф Циранкевич, міністр внутрішніх справ Мечислав Мочар та ін.). 
Щоб продемонструвати лояльність Радянському Союзу (на противагу сусідній Чехословаччині, де набирала обертів Празька весна), з санкції Гомулки стали погіршуватися відносини з Ізраїлем, і в той же час всередині Польщі почалася цензура польської класики, яка традиційно була спрямована проти Російської імперії. У результаті під заборону потрапила п'єса Адама Міцкевича «Дзяди». 30 січня відбувся останній дозволений показ, після якого відбулася студентська маніфестація, яку силою розігнала поліція. Двох студентів Варшавського університету (Адама Міхніка і Генрика Шлайфера) було виключено з університету, а 8 березня - заарештовано Шлайфера. 8 березня відбувалися масові акції протесту студентів. Мітингувальники вимагали поновлення Міхніка і Шлайфера на навчання у Варшавському університеті. Після акції протесту студентів атакувала міліція з палками. Наступного дня відбулася акція солідарності студентів Варшавської політехніки. По усій Польщі пройшла хвиля студентських протестів: у Вроцлаві, Лодзі, Кракові, Гданську, Торуні, Познані.
Мечислав Мочар звинуватив у розпалюванні цих хвилювань «сіоністів», і зажадав їхнього вигнання в Ізраїль. Ситуація була поставлена на контроль начальника ІІІ (політичного) департаменту МВС полковника Пентека та його заступника полковника Валіхновського. Він наголошував на єврейському походженні головних винуватців протестів у Варшавському університеті. Згідно з його словами, боротьба з сіонізмом не мала нічого спільного з антисемітизмом. У результаті цієї кампанії кількість євреїв у Польщі знизилася з 40000 до 5000.[джерело не вказане 2361 день]
Ці події, однак, лише відстрочили падіння Гомулки, і серйозно знизили його авторитет. У грудні 1970 року він був змушений поступитися владою Едварду Гереку.